# Magali Vendeuil
Magali Vendeuil (La Vernarède,18 de septiembre de 1926 –Neuilly-sur-Seine, 12 de enero de 2009) fue una actriz teatral, cinematográfica y televisiva  francesa. 

## Biografía
Nacida en La Vernarède, Francia, su nombre completo era Magali Uramie Lucinde Pichon de Vendeuil. 
Casada con el actor Robert Lamoureux, fue miembro pensionnaire de la Comédie-Française.
Falleció en Neuilly-sur-Seine, Francia, en 2009, siendo enterrada en Neauphle-le-Vieux el 19 de enero de 2009.

## Teatro
- 1950 : La Robe rouge, de Eugène Brieux, escenografía de Jean Meyer, Comédie-Française en el Teatro del Odéon
- 1950 : L'Arlésienne, de Alphonse Daudet, escenografía de Julien Bertheau, Comédie-Française en el Teatro del Odéon
- 1952 : Le Conte d'hiver, de William Shakespeare, escenografía de Julien Bertheau, Comédie-Française
- 1956 : Le Demi-monde, de Alexandre Dumas (hijo), escenografía de Maurice Escande, Comédie-Française
- 1957 : Polydora, de André Gillois, escenografía del autor, Comédie-Française en el Teatro del Odéon
- 1967 : Faisons un rêve, de Sacha Guitry, escenografía de Robert Lamoureux, Théâtre des Célestins
- 1969 : Frédéric, de Robert Lamoureux, escenografía de Pierre Mondy, Théâtre des Ambassadeurs
- 1969 : Échec et meurtre, de Robert Lamoureux, escenografía de Jean Piat, Théâtre des Ambassadeurs
- 1976 : Knock ou le Triomphe de la médecine, de Jules Romains, escenografía de Jean Meyer, Théâtre des Célestins
- 1980 : Le Charlatan, de Robert Lamoureux, escenografía de Francis Joffo, Théâtre des Célestins
- 1987 : La Taupe, de Robert Lamoureux, escenografía de Francis Joffo, Théâtre Antoine
- 1989 : Adélaïde 90, de Robert Lamoureux, escenografía de Francis Joffo, Théâtre Antoine
- 1993 : L'Amour foot, de Robert Lamoureux, escenografía de Francis Joffo, Théâtre Antoine
- 1996 : Si je peux me permettre, de Robert Lamoureux, escenografía de Francis Joffo, Théâtre des Nouveautés
- 1999 : Si je peux me permettre, de Robert Lamoureux, escenografía de Francis Joffo, Théâtre Saint-Georges

## Cine
- 1952 : Drôle de noce, de Léo Joannon
- 1952 : Les Belles de nuit, de René Clair
- 1952 : Procès au Vatican, de André Haguet
- 1955 : Une fille épatante, de Raoul André
- 1955 : Plus de whisky pour Callaghan, de Willy Rozier
- 1957 : Fernand clochard, de Pierre Chevalier
- 1961 : En votre âme et conscience, de Roger Saltel
- 1973 : Mais où est donc passée la septième compagnie ?, de Robert Lamoureux
- 1974 : Impossible... pas français, de Robert Lamoureux

## Televisión
- 1957 : La caméra explore le temps: 
  - 1957 - episodio Marie Walewska, de Stellio Lorenzi
  - 1957 - episodio Le sacrifice de Madame de Lavalette, de Stellio Lorenzi
- 1960 : La Méprise, de Yves-André Hubert
- 1970-1971 : Au théâtre ce soir, dirección de Pierre Sabbagh, Théâtre Marigny:    
  - 1970 - Frédéric, de Robert Lamoureux, escenografía de Pierre Mondy
  - 1970 - La Brune que voilà, de Robert Lamoureux, escenografía de Robert Thomas
  - 1971 - Échec et meurtre, de Robert Lamoureux, escenografía de Jean Piat
- 1975 : Ne coupez pas mes arbres, de Jacques Samyn
- 1981 : Le Charlatan, de Philippe Ducrest
- 1983-1984 : Emmenez-moi au théâtre: 
  - 1983 - La Soupière, de Paul Planchon
  - 1984 - Diable d'homme !, de Georges Folgoas
- 1986 : La Guerre des femmes
- 1989 : La Taupe, de Yves-André Hubert
- 1994 : L'amour foot, de Yves-André Hubert